# Шпиталь Крайстчерча
Госпіталь Крайстчерча (англ. Christchurch Hospital) — найбільша лікарня на Південному острові Нової Зеландії, що надає послуги високоспеціалізованої медичної допомоги (третинна лікарня [en]). Державна медична установа знаходиться в центрі Крайстчерча, на околиці Хеглі-парку, і обслуговує весь регіон Кентербері. У госпіталі знаходиться саме завантажене відділення швидкої допомоги в Австралазії. Госпіталь є одним з чотирьох основних медичних установ, на базі яких проводиться навчання медичного персоналу. Госпіталь підпорядковується окружному департаменту охорони здоров'я [en] Кентербері (CDHB), фінансується урядом на бюджетній основі.
У медичній школі Крайстчерча, розташованої на території госпіталю проходять навчання студенти 4-го та 5-го курсів. Медична школа — один з факультетів Університету Отаго.
Госпіталю належить вертолітний майданчик (ICAO: NZJC) в Хеглі-парку, розташована в 500 метрах від госпіталю на південний захід за Хеглі-авеню.

## Історія
У 1861 провінційні органи влади виділили 1500 фунтів стерлінгів на будівництво госпіталю в Крайстчерчі. Перша будівля госпіталю в Хеглі-парку на Ріккартон-авеню було двоповерховим і схожим на комору. Воно відкрито 1 червня 1862 року, після проведення городянами акцій протесту «Руки геть від Хеглі». Останнє з початкових будівель госпіталю було знесено в 1917 році.
У 2009 році окружний департамент охорони здоров'я зробив пропозицію про виділення 400 мільйонів новозеландських доларів для заміни деяких будівель госпіталю, в т. ч. для будівництва нового корпусу на 450 ліжко-місць, вертолітного майданчика на даху і додаткових операційних. Будівництво має розпочатися у 2011 році і триватиме впродовж трьох років, однак через землетруси, що трапилися у 2010 і 2011 роках, проєкт був ненадовго відкладено.
Госпіталь зіграв ключову роль у наданні допомоги постраждалим від землетрусу 2011 року, прийнявши 164 людини з серйозними травмами.
Станом на кінець 2012 року проєкт реконструкції госпіталю знаходився в розробці. У проєкті були враховані руйнування та пошкодження, отримані при землетрусах.